# Kecamatan Karangmojo (distrikt i Indonesien, Jawa Timur)
Kecamatan Karangmojo är ett distrikt i Indonesien.   Det ligger i provinsen Jawa Timur, i den västra delen av landet, 500 km öster om huvudstaden Jakarta.